# Isidoro de San José de Loor
Isidoro de San José fue un religioso pasionista patrono de los enfermos de cáncer.

## Biografía
Nació en Bélgica, en el seno de una familia de granjeros. Fue un joven que trabajaba en el campo y obrero de obras públicas pero con una gran piedad religiosa; cantaba en el coro de la parroquia y también era catequista de las parroquias de Saint Gilles y Vrasene. Participaba activamente en la vida de la parroquia, se inscribió en la "Pía unión por el Vía Crucis semanal"  porque amaba meditar la pasión de Jesús. Mientras, iba madurando la idea de ser religioso. Un sacerdote redentorista lo encaminó hacia los pasionistas. En abril de 1907, a los 26 años de edad entró en el noviciado pasionista de Ere en condición de religioso hermano.
Sufrió mucho por la separación de su familia y padeció una grave enfermedad de los nervios y mucho trabajo le costó hablar francés, la lengua oficial en el convento. En 1907 tomó el hábito pasionista y en 1908 emitió la profesión religiosa.
Estaba feliz por su vocación. Su vida no cambió mucho; habituado desde su familia a ser un apóstol del hogar también en el convento lo fue. Humildad y paciencia fueron sus virtudes. Su vida fue una buscar de la voluntad de Dios; sobre ella extendió su jornada y en ella encuentra paz y serenidad, en una continua acción de gracias. Lo llaman "el hermano bueno, el hermano de la voluntad de Dios, la encarnación de la regla pasionista". Vive una rígida pobreza. En el convento se dedicará al cuidado de la huerta y la cocina.
No faltó el sufrimiento físico. En junio de 1911, por un cáncer, le fue extirpado el ojo derecho. Soportó todo con grande fuerza, tanto que el médico que lo operó exclamó: "Este hombre deber ser un santo". El mal continuó su curso. Padece cáncer en el intestino y el médico advirtió al superior las consecuencias fatales de la enfermedad. El superior hizo consciente a Isidoro, el cual acogió la noticia con gran serenidad. Padece dolorosas operaciones. Todo se lo ofreció alegremente al Señor. Nada alteró su habitual bondad y alegría. Se preparó serenamente para recibir la muerte: “¿Puede haber tesoro mayor que el morir tranquilo en la paz del Señor, para entrar en una eternidad de dicha en el cielo, donde todos nos volveremos a ver agradeciendo junto a Dios la bondad y misericordia que nos ha manifestado?”. Murió en Courtrai, Bélgica. Los familiares no podrán estar siempre con él para asistirlo, porque lo impiden los alemanes que han ocupado Bélgica. Estamos en plena I Guerra mundial. 
El humilde y silencioso hermano pasionista se convertirá en una de las figuras más amadas y populares de Bélgica. Juan Pablo II lo beatificó el 30 de septiembre de 1984.